# Gert Dieckmann
Gert Dieckmann (* 19. Dezember 1925 in Bochum; † 2007) war ein deutscher Neurochirurg.

## Leben
Gert Dieckmann studierte Medizin an der Albert-Ludwigs-Universität Freiburg. 1954 wurde er in Freiburg mit einer Arbeit über den histologischen Nachweis von Glykogen in Ganglienzellen des Zentralnervensystems promoviert und war anschließend Wissenschaftlicher Assistent bei Traugott Riechert  (1905–1983). 1958 folgte er Rolf Hassler (1914–1984), ehemaliger Leiter des Max-Planck-Instituts für Neurologie in Freiburg, an die Neuroanatomische Abteilung des Max-Planck-Institut für Hirnforschung nach Frankfurt am Main. Beide arbeiteten eng zusammen mit Friedrich Loew in Homburg. 1969 habilitierte er sich in Homburg und erhielt kurz darauf einen Ruf auf den Lehrstuhl für stereotaktische Neurochirurgie am Universitätsklinikum des Saarlandes in Homburg. Bis 1980 war er Leiter der Abteilung für Stereotaxie in Homburg, der ersten derartigen Abteilung an einem Klinikum überhaupt.
1980 wechselte er an die Georg-August-Universität Göttingen und übernahm den Lehrstuhl für Psychochirurgie. Zudem war er von 1980 bis 1991 Direktor der Abteilung für funktionelle und stereotaktische Neurochirurgie der Universitätsklinik Göttingen.
Gert Dieckmann beschäftigte sich intensiv mit der stereotaktischen Neurochirurgie, insbesondere Morbus Parkinson und anderen psychischen Leiden. Er galt als wichtiger Mediziner auf dem Gebiet der stereotaktischen Hirneingriffe.
Er war Mitglied der katholischen Studentenverbindung KDStV Ripuaria Freiburg im Breisgau im CV.